# ماساتو کوگا
ماساتو کوگا (انگلیسی: Masato Koga؛ زادهٔ ۲۲ مهٔ ۱۹۷۰) بازیکن فوتبال اهل ژاپن است.
از باشگاه‌هایی که در آن بازی کرده‌است می‌توان به باشگاه فوتبال یوکوهاما مارینوس و باشگاه فوتبال ساگان توسو اشاره کرد.